# Farvel
Farvel är en svensk-norsk musikgrupp bildad 2010 av Isabel Sörling. Bandets musik kan beskrivas som gränsöverskridande improvisationsmusik med influenser från pop, konstmusik, filmmusik, fri improvisationsmusik och jazz.
2010 vann de tävlingen Young Nordic Jazz Comets, 2012 fick de Jazzkatten som 'Årets Nykomlingar' av Sveriges Radio och 2016 blev dom nominerade till Jazzkatten som 'Årets Grupp'.
Bandet hette tidigare Isabel Sörling Farvel. 

## Medlemmar
- Isabel Sörling – sång, elektronik
- Otis Sandsjö – tenorsaxofon
- Kim Aksnes – trumpet, elektroakustik, synth
- Henrik Magnusson – piano, synthar
- Alfred Lorinius – kontrabas
- Carl-Johan Groth – trummor

## Diskografi
- 2012 – Isabel Sörling Farvel (Unit Records)
- 2015 – Rök (Jazzland Recordings)
- 2017 - Östtomta (Jazzland Recordings)